# 恐怖陷阱
《恐怖陷阱》（英語：Terror Trap，某些國家稱為《針孔旅社3》）是一部2010年美國恐怖電影，由丹·加西亞編劇並執導。拍攝在路易斯安那州進行。該片由大衛·詹姆士·埃利奧特、迈克尔·马德森和傑夫·法赫主演。電影的標語是「一旦你入住，就無法逃脫……」。這部電影與2008年的電影《針孔旅社》類似，影片中也講述了一對夫婦被偷拍并遭到汽車旅館老闆及其員工的恐嚇。

## 剧情
面臨感情問題、經常爭吵的唐（大衛·詹姆士·埃利奧特饰）和南希夫婦去賭場「度假」，不料一場車禍發生了。為了尋求幫助，他們打電話給鎮上的治安官，治安官建議他們去汽車旅館，第二天他會讓人把車拖走。来到汽車旅館，他們在房间裡發現了血跡，隔壁還有一名女孩被殘忍殺害。兩人必須為自己的生命而戰，與汽車旅館的工人和戴著不尋常面具的男人戰鬥，但他們能在沒有真正武器或任何其他支持手段的情況下獨自對抗危險人物嗎？
影片以唐殺死了所有人並勉强從“警長”（傑夫·法赫饰）手中救出南希而結束，“警長”後來被汽車旅館的真正主人（迈克尔·马德森饰）殺死，他是這一切的幕後黑手。男子倖存下來並離開了，而南希和唐早些時候則逃脫了。在電影早些時候被殺的女孩悉妮的葬禮上，男子的一名工作人員向悉妮的媽媽保證，万一她需要住處，他在不遠的地方有一家汽車旅館。男子無意中聽到並詢問了另一名男子，但走開了。然而，按下按鈕後，另一名男子的汽車爆炸了。影片最后，唐和南希在街邊的一片雜草叢中一起散步。

## 发行
《恐怖陷阱》於2010年10月10日直接以DVD形式发行。當這部電影宣布上映時，恐怖電影網站Bloody Disgusting和Dread Central批評了電影的情節。布拉德·米斯卡称其為對《針孔旅社》的抄襲，Dread Central的Foywonder也表示，“其中的大部分內容似乎都在公然模仿《針孔旅社》，以至於你無法相信这不是疯人院影业製作的。”。